# Gymnocorymbus ternetzi
Espèce
Le Tétra noir ou Veuve noire (Gymnocorymbus ternetzi) est un poisson de la famille des Characidés originaire d'Amérique du Sud découvert par Boulenger en 1895. C'est une espèce appréciée comme poisson d'aquarium.

## Origine
Originaire d'Amérique du Sud, la Veuve noire se retrouve en Bolivie, Amazonie et Rio Paraguay.

## Description de l'espèce
C'est un poisson pouvant devenir assez gros (jusqu'à 7 cm pour la femelle), il est ovale et gris, deux bandes noires verticales ornent les flancs. La femelle est plus grosse, plus ronde que le mâle. Les juvéniles sont plus contrastés que les adultes.

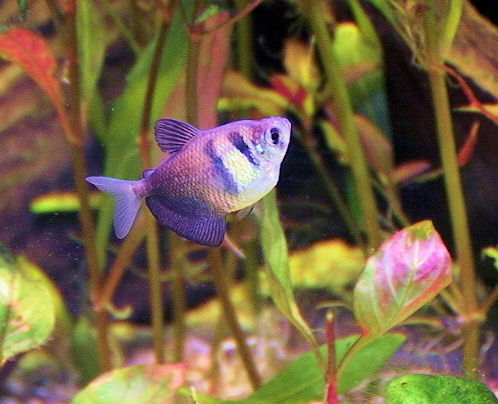
Jeune veuve noire
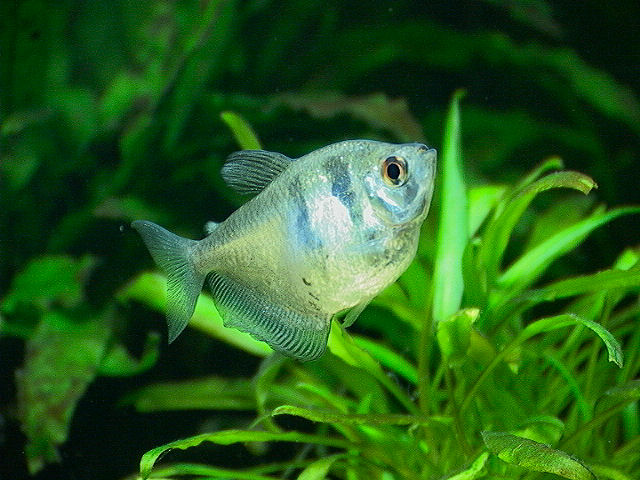
Femelle
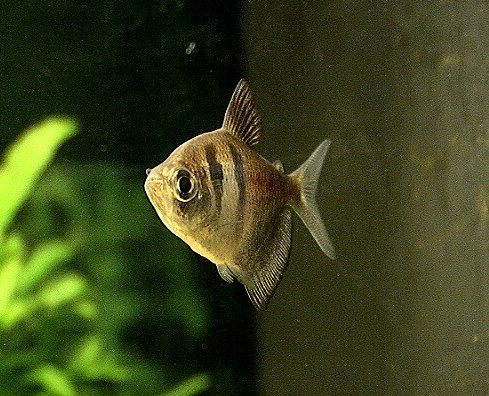
Mâle

Une lignée génétiquement modifiée pour être fluorescente à la lumière UV est commercialisée dans certains pays.

## Maintenance en captivité
| Origine         | Amérique du Sud | Eau           | Eau douce    |
| Dureté de l'eau | 5 à 12 °GH      | pH            | 6 à 7,5      |
| Température     | 22 à 28 °C      | Volume mini.  | -            |
| Alimentation    | Omnivore        | Taille adulte | jusqu'à 7 cm |
| Reproduction    |                 | Zone occupée  | Milieu       |
| Sociabilité     | Paisible        | Difficulté    | Facile       |

Résistant et dynamique, c'est un poisson idéal pour débuter bien qu'il demande un volume moyen pour être à l'aise. Paisible mais assez vif, ce poisson grégaire doit être maintenu en groupe de 6 individus grand minimum, 10 étant beaucoup plus approprié. Maintenu en trop petit nombre, la veuve noire sera agressive ou trop craintive. C'est un poisson dynamique qu'il vaut mieux éviter de faire cohabiter avec des poissons timides, calmes ou très voilés (Guppy, betta, etc.). Un bac bien planté permettra aux dominées de se retirer à la vue. Il préfère une eau dont la température en comprise entre 22 et 28 °C, avec un pH de 6 à 7,5 pour une dureté de 5 à 12 °d GH.

### Alimentation
Cette espèce est omnivore. Préfère toutefois les proies vivantes.